# Ramsey Campbell
John Ramsey Campbell (Liverpool, 4 gennaio 1946) è uno scrittore britannico di letteratura dell'orrore; nel corso di una carriera quasi sessantennale, è stato insignito di alcuni dei maggiori riconoscimenti per la categoria.

## Opere
Per ogni testo si indica la prima edizione nell'originale inglese e l'eventuale prima traduzione in lingua italiana. Le serie di romanzi e racconti interconnessi sono elencate cronologicamente.

### Ciclo di Cthulhu
Campbell ha ambientato quattro romanzi, una novella e tredici racconti nell'universo narrativo del Ciclo di Cthulhu creato da H.P. Lovecraft.

#### Racconti singoli
- "La miniera di Yuggoth" ("The Mine on Yuggoth"), nella raccolta The Inhabitant of the Lake and Less Welcome Tenants, Arkham House, 1964. Trad. Daniela Galdo e Gianni Pilo, nell'antologia Il furore di Cthulhu, a cura di Luigi Cozzi, I Miti di Cthulhu 23, Fanucci Editore, 1988.
- "Ghroth" ("The Tugging"), nell'antologia The Disciples of Cthulhu, a cura di Edward P. Berglund, DAW Collectors 213, DAW Books, 1976. Trad. Daniela Galdo nell'antologia L'Orrore di Cthulhu, a cura di Gianni Pilo, I Miti di Cthulhu 3, Fanucci Editore, 1986.

#### Saga della Valle del Severn
Undici racconti, una novella e un romanzo di Campbell afferenti al Ciclo di Cthulhu (mai riuniti in un volume tematico) si svolgono tutti presso l'immaginaria città inglese di Brichester, che l'autore colloca nella contea del Glouchestershire lungo il corso del fiume Severn (grossomodo fra Bristol e Gloucester).
- "La chiesa in High Street" ("The Church in High Street"), nell'antologia Dark Mind, Dark Heart, a cura di August Derleth, Arkham House, 1962. Trad. Rosanna Molinari, nell'antologia Horror I, Sugar, 1965.
- "The Horror from the Bridge", nella raccolta The Inhabitant of the Lake and Less Welcome Tenants, Arkham House, 1964.
- "The Inhabitant of the Lake", nella raccolta The Inhabitant of the Lake and Less Welcome Tenants, Arkham House, 1964.
- "The Insects from Shaggai", nella raccolta The Inhabitant of the Lake and Less Welcome Tenants, Arkham House, 1964.
- "The Moon-Lens", nella raccolta The Inhabitant of the Lake and Less Welcome Tenants, Arkham House, 1964.
- "Colui che strappa i veli" ("The Render of the Veils"), nella raccolta The Inhabitant of the Lake and Less Welcome Tenants, Arkham House, 1964. Traduzione anonima in Pianeta 11, Compagnia Editoriale, Marzo/Luglio 1966.
- "Il pornografo sfortunato" ("Cold Print"), nell'antologia I Miti di Cthulhu (Tales of the Cthulhu Mythos), a cura di August Derleth, Arkham House, 1969. Trad. Alfredo Pollini e Sebastiano Fusco, Orizzonti. Capolavori di Fantasia e Fantascienza VII, Fanucci Editore, 1975.
- "Made in Goatswood", nella raccolta Demons by Daylight, Arkham House, 1973.
- "Potential", nella raccolta Demons by Daylight, Arkham House, 1973.
- "The Franklyn Paragraphs", nella raccolta Demons by Daylight, Arkham House, 1973.
- "I volti al Pine Dunes" ("The Faces at Pine Dunes"), nell'antologia Orrore a Crouch End (New Tales of the Cthulhu Mythos), a cura di Ramsey Campbell, Arkham House, 1980. Trad. Gianni Pilo e Roberto Russo, I Maestri del Fantastico 9, Fanucci Editore, 1990.
- The Darkest Part of the Woods, Tor Books, 2002.
- L’ultima rivelazione di Gla’aki (The Last Revelation of Gla'aki), PS Publishing, 2013. Trad. Elena Furlan, Modern Weird, Edizioni Hypnos, 2016.

#### TrilogiaThe Three Births of Daoloth
Tre romanzi ambientati anch'essi nella Valle del Severn, ma interconnessi da una trama unitaria:
1. The Searching Dead, PS Publishing, 2016.
2. Born to the Dark, PS Publishing, 2017.
3. The Way of the Worm, PS Publishing, 2018.

### Universal Horror Library
Campbell ha composto sotto lo pseudonimo di Carl Dreadstone le novellizzazioni di tre film dell'universo Universal Classic Monsters prodotto da Universal Pictures, illustrate con fotogrammi delle pellicole originali e pubblicate in una collana tematica:
- The Bride of Frankenstein, Berkley Medallion, 1977. Basato su La moglie di Frankenstein.
- Dracula's Daughter, Berkley Medallion, 1977. Basato su La figlia di Dracula.
- The Wolfman, Berkley Medallion, 1977. Basato su L'uomo lupo.

### Ryre
Quattro racconti con il medesimo protagonista riuniti per la prima volta nella raccolta Far Away & Never, Necronomicon Press, 1996.
1. "The Sustenance of Hoak", nell'antologia Swords Against Darkness, a cura di Andrew J. Offutt, Zebra Books, 1977.
2. "The Changer of Names", nell'antologia Swords Against Darkness II, a cura di Andrew J. Offutt, Zebra Books, 1977.
3. "The Pit of Wings", nell'antologia Swords Against Darkness III, a cura di Andrew J. Offutt, Zebra Books, 1978.
4. "The Mouths of Light", nell'antologia Swords Against Darkness V, a cura di Andrew J. Offutt, Zebra Books, 1979.

### Solomon Kane
Campbell ha composto tre racconti con protagonista Solomon Kane, il personaggio creato da Robert E. Howard, completando di suo pugno altrettanti frammenti incompiuti di Howard; tutti e tre i testi sono apparsi come contenuti aggiuntivi nella raccolta tematica Solomon Kane, 2 vol., Bantam Books, 1978-1979.
- "Il Castello del Diavolo" ("The Castle of the Devil"), in Solomon Kane: Skulls in the Stars, Bantam Books, 1978.
- "Hawk di Basti" ("Hawk of Basti"), in Solomon Kane: The Hills of the Dead, Bantam Books, 1979.
- "I figli di Asshur" ("The Children of Asshur"), in Solomon Kane: The Hills of the Dead, Bantam Books, 1979.

La raccolta Bantam è stata tradotta in italiano per la prima volta divisa nei tre volumi La luna dei teschi, I figli di Asshur e Le Ali Notturne (traduzione e curatela di Gianni Pilo, Il Fantastico Economico Classico 24, 27 e 44, Compagnia del Fantastico. Gruppo Newton, 11 giugno e 16 luglio 1994 e 24 giugno 1995); è poi confluita nel volume omnibus Tutti i cicli fantastici di Robert E. Howard Tomo IV – I Cicli di Solomon Kane e di Kirby Buckner (a cura di Gianni Pilo, Grandi Tascabili Economici Newton 324, Newton Compton Editori, 1995); infine, è apparsa in volume unico come Solomon Kane, Newton Pocket 51, Newton Compton Editori, 2010.
Inoltre, Campbell ha anche composto la novellizzazione ufficiale del film su Solomon Kane liberamente tratto dai racconti di Howard.
- Solomon Kane: The Official Movie Novelisation, Titan Books, 2010.

### Romanzi e novelle autoconclusivi
- The Enigma of the Flat Policeman, testo incompiuto risalente al 1960 circa, prima pubblicazione in edizione critica in A Little Green Book of Grins & Gravity, Little Books III serie n. 9, Borderland Press, 2020.
- La bambola che divorò sua madre (The Doll Who Ate His Mother), Bobbs-Merrill Company, 1976. Trad. Claudia Verpelli e Silvia Lalìa, Mystbooks, Arnoldo Mondadori Editore, 1990.
- La faccia che deve morire (The Face That Must Die), Star, 1979. Trad. Annarita Guarnieri, Urania Horror 9, Arnoldo Mondadori Editore, luglio 2015.
- The Parasite o To Wake the Dead, Fontana, 1980.
- La setta (The Nameless), Fontana, 1981. Trad. Bruno Amato, Pandora 342, Sperling & Kupfer, 1987.
- Artigli nella notte (The Claw o Night of the Claw o Claw), Futura, 1983. Trad. Elena Gigliozzi, Il Libro d'Oro 80, Fanucci Editore, 1990.
- Sogni neri (Incarnate), Macmillan, 1983. Trad. Maria Barbara Piccioli, Mystbooks, Arnoldo Mondadori Editore, 1992.
- Obsession, Macmillan, 1985.
- Luna affamata (The Hungry Moon), Macmillan, 1986. Trad. Antonio Cecchi, Mystbooks, Arnoldo Mondadori Editore, 1991.
- Medusa, Footsteps Press, 1987.
- Influssi maligni (The Influence), Macmillan, 1988. Trad. Paola Pavesi, Pandora 488, Sperling & Kupfer, 1990.
- Antiche immagini (Ancient Images), Legend, 1989. Trad. Paola Pavesi, Pandora 546, Sperling & Kupfer, 1991.
- Midnight Sun, Macdonald, 1990.
- Needing Ghosts, Legend Limited Edition 4, Legend, 1990.
- The Count of Eleven, Macdonald, 1991.
- The Long Lost, Headline, 1993
- The One Safe Place, Headline, 1995.
- La casa a Nazareth Hill (The House on Nazareth Hill o Nazareth Hill), Headline, 1996. Trad. Daniele Bonfanti, Black Spring, Independent Legions, 2017.
- The Last Voice They Hear, Forge, 1998.
- Silent Children, Forge, 2000.
- Pact of the Fathers, Forge, 2001.
- The Overnight, PS Publishing, 2004.
- Unblinking, nell'antologia Lost on the Darkside: Voices from the Edge of Horror, a cura di John Pelan, Roc / New American Library, 2005.
- Secret Story o Secret Stories, PS Publishing, 2005.
- The Grin of the Dark, PS Publishing, 2007.
- Thieving Fear, PS Publishing, 2008.
- Creatures Of The Pool, PS Publishing, 2009.
- The Seven Days of Cain, PS Publishing, 2010.
- Ghosts Know, PS Publishing, 2011.
- The Kind Folk, PS Publishing, 2012.
- The Pretence, PS Publishing, 2013.
- Think Yourself Lucky, PS Publishing, 2014.
- Thirteen Days By Sunset Beach, PS Publishing, 2015.
- The Booking, Black Labyrinth 3, Dark Regions Press, 2016.
- The Wise Friend, Fiction Without Frontiers, Flame Tree Press, 2020.
- Somebody's Voice, Flame Tree Press, 2021.
- The Village Killings, nella raccolta The Village Killings & Other Novellas, PS Publishing, 2021.
- Fellstones, Flame Tree Press, 2022.
- The Lonely Lands, Flame Tree Press, 2023.
- The Incubations, Flame Tree Press, 2024.

### Raccolte di racconti
- The Inhabitant of the Lake and Less Welcome Tenants, Arkham House, 1964. Comprende un'introduzione dell'autore, un racconto singolo del Ciclo di Cthulhu, cinque racconti lovecraftiani ambientati nella Valle del Severn, e quattro racconti autoconclusivi.
- Demons by Daylight, Arkham House, 1973. Comprende tre racconti lovecraftiani ambientati nella Valle del Severn e undici racconti autoconclusivi.
- The Height of the Scream, Arkham House, 1976. Comprende un'introduzione dell'autore e diciotto racconti.
- Dark Companions, Fontana, 1982. Comprende un'introduzione dell'autore e ventuno racconti.
- Cold Print, Scream/Press, 1985. Comprende un'introduzione dell'autore, un racconto singolo del Ciclo di Cthulhu, otto racconti lovecraftiani ambientati nella Valle del Severn, e sei racconti autoconclusivi.
- Dark Feasts: The World of Ramsey Campbell, Robinson, 1987. Comprende un'introduzione dell'autore e trenta racconti, di cui uno ambientato nella Valle del Severn.
- Il sesso della morte (Scared Stiff: Tales of Sex and Death), Scream/Press, 1987. Trad. Elisabetta Svaluto Moreolo, Horror 5, Armenia Editore, 1992. Comprende un'introduzione di Clive Barker, sette racconti, e una postfazione di Campbell.
- Incubi & Risvegli (Waking Nightmares), Tor Books, 1991. Trad. Anna Biasi Conte, I Grandi Tascabili Bompiani 353, Bompiani, 1994. Comprende un'introduzione dell'autore e diciannove racconti.
- Two Obscure Tales, Necronomicon Press, 1993. Comprende due racconti e una postfazione dell'autore.
- Alone with the Horrors: The Great Short Fiction of Ramsey Campbell 1961–1991, Arkham House, 1993. Comprende una prefazione dell'autore e trentanove racconti, di cui uno ambientato nella Valle del Severn.
- Strange Things and Stranger Places, Tor Books, 1993. Comprende un'introduzione dell'autore, le due novelle Medusa e Needing Ghosts e otto racconti.
- Far Away & Never, Necronomicon Press, 1996. Comprende sette racconti di genere heroic fantasy: i quattro racconti della saga di Ryre, e tre autoconclusivi.
- Ghosts and Grisly Things, Pumpkin Books, 1998. Comprende un'introduzione dell'autore e venti racconti.
- Scared Stiff: Tales of Sex and Death, Tor Books, 2002. Riedizione ampliata della raccolta omonima, aggiunge tre ulteriori racconti ai sette della versione originale.
- Told by the Dead, PS Publishing, 2003. Comprende un'introduzione di Poppy Z. Brite, ventiquattro racconti, e una postfazione di Campbell.
- Alone with the Horrors: The Great Short Fiction of Ramsey Campbell 1961–1991, Tor Books, 2004. Riedizione ridotta della raccolta omonima, comprende una prefazione dell'autore e trentasette racconti, di cui uno ambientato nella Valle del Severn.
- Inconsequential Tales, Hippocampus Press, 2008. Comprende una prefazione dell'autore e ventiquattro racconti.
- Just Behind You, PS Publishing, 2009. Comprende la novella Unblinking, diciassette racconti, e una postfazione dell'autore.
- Cut Corners: Volume 1, Sinister Grin Press, 2012. Comprende un racconto a testa di Ramsey Campbell, Bentley Little e Ray Garton.
- Holes for Faces, Dark Regions Press, 2013. Comprende quattordici racconti.
- Visions from Brichester, PS Publishing, 2015. Comprende un racconto singolo del Ciclo di Cthulhu, il romanzo breve L’ultima rivelazione di Gla’aki e altri tre racconti lovecraftiani ambientati nella Valle del Severn, dieci racconti autoconclusivi, tre bozze incompiute, due poesie, due saggi, e una postfazione dell'autore.
- By the Light of My Skull, PS Publishing, 2018. Comprende quindici racconti e una postfazione dell'autore.
- Phantasmagorical Stories, 3 vol., PS Publishing, 2019-2021. Raccolta di settantadue testi brevi scandita in tre tomi:
  1. The Companion & Other Phantasmagorical Stories, 2019. Comprende un'introduzione dell'autore e trentaquattro racconti, di cui uno lovecraftiano ambientate nella Valle del Severn.
  2. The Retrospective & Other Phantasmagorical Stories, 2020. Comprende un'introduzione dell'autore e trentatré racconti.
  3. The Village Killings & Other Novellas, 2021. Comprende un'introduzione dell'autore e le cinque novelle Needing Ghosts, The Pretence, The Booking, The Enigma of the Flat Policeman e The Village Killings.
- Ramsey Campbell, Masters of the Weird Tale, Centipede Press, 2020. Comprende un'introduzione di Adam Nevill, il romanzo breve Needing Ghosts e ottantadue racconti, di cui uno lovecraftiano ambientato nella Valle del Severn, e un'intervista con l'autore.
- A Primer to Ramsey Campbell, Exploring Dark Short Fiction 6, Dark Moon Books, 2021. Comprende un'introduzione e una bibliografia di Eric J. Guignard, un'intervista all'autore condotta da Guignard, due saggi dello stesso Campbell, e sei racconti commentati da Michael A. Arnzen.
- Far Away & Never, DMR Books, 2021. Riedizione ampliata della raccolta omonima, aggiunge ai sette testi originali un quarto racconto autoconclusivo.
- Fearful Implications, PS Publishing, 2023. Comprende ventuno racconti.

## Curatele editoriali
Si elencano di seguito le antologie di narrativa breve allestite da Campbell, organizzate per collana.

### New Terrors
Campbell ha curato una selezione di trentasette racconti recentissimi o inediti, apparsa sul mercato britannico in due tomi:
1. New Terrors 1, Pan Books, 1980. Comprende la novella The Stains di Robert Aickman e diciotto racconti.
2. New Terrors 2, Pan Books, 1980. Comprende le novelle The Miraculous Cairn di Christopher Priest e The Dark di Kathleen Resch e sedici racconti

La collana è anche apparsa in volume unico intitolato Omnibus of New Terrors, Pan Books, 1985.
Il progetto è stato importato anche sul mercato statunitense, in una versione ridotta a trenta racconti:
1. New Terrors, Pocket Books, 1982. Comprende la novella The Stains di Robert Aickman e quattordici racconti.
2. New Terrors II, Pocket Books, 1984. Comprende la novella The Miraculous Cairn di Christopher Priest e quattordici racconti.

### Horror: Il meglio (Best New Horror)
Campbell ha collaborato con Stephen Jones alla curatela dei primi cinque tomi della collana annuale Best New Horror, pubblicata congiuntamente dagli editori Robinson in Regno Unito e Carroll & Graf negli Stati Uniti; solo il quarto tomo è stato tradotto in italiano.
1. Best New Horror, Robinson, 1990. Comprende la novella At First Just Ghostly di Karl Edward Wagner e diciannove racconti.
2. Best New Horror 2, Robinson, 1991. Comprende ventotto racconti.
3. Best New Horror 3, Robinson, 1992. Comprende la novella The Dreams of Dr Ladybank di Thomas Tessier e ventotto racconti.
4. Horror: Il meglio (Best New Horror 4), Robinson, 1993. Trad. vari, Le Ombre 15, Editrice Nord, 1994. Comprende la novella Il regno scarlatto di Kim Newman e ventitré racconti.
5. The Best New Horror: Volume Five, Robinson, 1994. Comprende le due novelle Ice House Pond di Steve Rasnic Tem e Mefisto in Onyx di Harlan Ellison e ventisette racconti.

Una selezione di quarantuno racconti estrapolati dai primi tre volumi è stata pubblicata con il titolo di The Giant Book of Best New Horror, The Book Company, 1993.
A partire dalla sesta uscita del 1995 e fino alla ventinovesima e ultima del 2019, la collana è stata curata dal solo Stephen Jones.

### Horror Writers of America Present...
Campbell ha curato il terzo e ultimo tomo di una collana di antologie tematiche:
1. Horror Writers of America Present Under the Fang, a cura di Robert R. McCammon, Pocket Books, 1991. Comprende diciassette racconti sui vampiri.
2. Horror Writers of America Present Freak Show, a cura di F. Paul Wilson, Pocket Book, 1992. Comprende diciannove racconti ambientati in un circo stregato.
3. Horror Writers of America Present Deathport, a cura di Ramsey Campbell, Pocket Books, 1993. Comprende ventotto racconti ambientati in aeroporto.

### Volumi singoli
- Superhorror o The Far Reaches of Fear, W. H. Allen, 1976. Comprende nove racconti.
- Orrore a Crouch End (New Tales of the Cthulhu Mythos), Arkham House, 1980. Trad. Gianni Pilo e Roberto Russo, I Maestri del Fantastico 9, Fanucci Editore, 1990[1]. Comprende dieci racconti afferenti al Ciclo di Cthulhu, fra cui un frammento di Lovecraft completato postumo.
- The Gruesome Book, Piccolo, 1983. Comprende nove racconti, fra cui un testo di Campbell stesso.
- Paure eccellenti (Fine Frights: Stories That Scared Me), Tor Books, 1988. Trad. Massimo Patti, Horror Mondadori 17, Luglio 1991. Comprende dodici racconti[2].
- L'orrido pasto. Racconti del soprannaturale (Uncanny Banquet), Little, Brown UK, 1992. Trad. Michele Del Buono, Oscar Narrativa 1584, Arnoldo Mondadori Editore, 1996. Comprende il romanzo Il Gorgo di Adrian Ross e nove racconti; la traduzione italiana aggiunge una prefazione di Giuseppe Lippi.
- The Giant Book of Terror, con Stephen Jones, Magpie Books, 1994. Comprende la novella Il regno scarlatto di Kim Newman e ventisette racconti.
- Racconti sinistri nella tradizione di M.R. James, scelti e introdotti da Ramsey Campbell (Meddling with Ghosts: Stories in the Tradition of M. R. James), The British Library, 2001. Trad. Mario Conetti, Il Piacere di Leggere, Edizioni Sylvestre Bonnard, 2006. Comprende la novella Petey di T.E.D. Klein e ventisette racconti, e una postfazione di Rosemary Pardoe.
- Gathering the Bones, con Jack Dann e Dennis Etchison, Tor Books, 2003. Comprende trentaquattro racconti.

## Filmografia
- 1999 - Nameless - Entità nascosta (Los sin nombre) - dal romanzo La setta
- 2000 - The Hunger (telefilm) - episodio The Seductress
- 2002 - Second Name - dal romanzo Pact of the Fathers
- 2005 - Chopper Nation (telefilm) - sceneggiatore

## Riconoscimenti
- Horror Writers Association Life Achievement 1998
- World Horror Grandmaster 1999
- IHG Living Legend 2007